# Gilmar Pisas
Gilmar S. "Pik" Pisas est un homme politique curacien, Premier ministre de Curaçao à deux reprises, par intérim du 24 mars au 29 mai 2017, puis depuis le 14 juin 2021.